# معركة الزبداني (2012)
معركة الزبداني هي معركة دارت بين الجيش السوري الموالي للرئيس بشار الأسد والجيش السوري الحر المعارض له للسيطرة على منطقة الزبداني ومضايا إبان الثورة السورية، وهي تعد حلقة من حلقات اجتياحات ريف دمشق وهي السياسة التي انتهجها النظام السوري لمجابهة المدن الثائرة. استمرت المعركة 4 أيام من 13 يناير إلى 17 يناير 2012. عجز الجيش السوري على مدارها عن اقتحام البلدة بسبب إحكام الجيش السوري الحر الموالي للثورة سيطرته عليها ومقاومته لمحاولات التوغل فيها. ورافق الحملة قطع لخدمات الكهرباء والماء والهواتف عن البلدة ما دفع كتيبة حمزة بن عبد الملطلب إلى تهديد السلطة بضرب أبراج نقل الكهرباء المتجهة إلى لبنان وكذلك أنابيب المياه التي تغذي مساكن ضباط الجيش وأبراج الاتصالات. الأمر الذي دفع السلطة في النهاية إلى الجنوح لمفاوضات للتهدئة انتهت لاتفاق وقف إطلاق النار بين المتنازعين. وأثناء المعركة قامت لجنة من بعثة المراقبين العرب بزيارة المدينة للإطلاع على أوضاعها وحياة سكانها تحت الحصار لكن القوات النظامية عادت لقصف المدينتين مع ذلك في 3 شباط خارقة الاتفاق، وبعد أسبوع من القصف أدى إلى سقوط 100 قتيل ومئات الجرحى، فضلاً عن تهديم 35 منزلاً بالكامل وتضرُّر 400 منزل، أعلنَ الجيش الحر انسحابه من المنطقة بعد إبرام اتفاق جديد مع الجيش النظامي.

## الأحداث

### المعركة الأولى (13 - 17 كانون الثاني)
في صباح يوم الجمعة 13 يناير قطعت الاتصالات عن مدينتي الزبداني ومضايا المُتجاورتين، ثم بدأت قوة تتألف من مئات الجنود وحوالي 50 دبابة بمحاصرة المدينتين وقصفهما بالمدفعية والأسلحة الثقيلة، مما أدى إلى وقوع عشرات الإصابات. وقد دفعَ ذلك الأهالي إلى رفع السلاح لحماية المدينة، وفق ما يقولون. وقد جاءَ هذا الهجوم وفق ما تقول المعارضة نتيجة انشقاق عشرات الجنود عن السرية الرابعة التابعة للجيش السوري بمنطقة سرغايا، والتحقاهم بقوات الجيش الحر في مدينتي الزبداني ومضايا.
تتابع القصف يوم السَّبت التالي ومنذ عصر الجمعة، موقعاً قتيلين (امرأة وطفلها) وما لا يَقل عن 60 جريحاً، كما قُطعت عنها الكهرباء إلى جانب الاتصالات المُنقطعة منذ البارحة. وعلى الرُّغم من ذلك فإن الجيش السوري الحر (المتمركز داخل المدينة) قاومَ هجمات قوات الأمن والجيش النظامية وحاول منعها من الدخول.
في يوم الأحد 15 يناير توفيَّ أحد المدنيِّين في الزبداني متأثراً بجراح كان قد أصيب بها خلال القصف العشوائي في اليومين الماضيين. كما قال المرصد السوري لحقوق الإنسان أن أفراداً من الكتيبة الانتحارية التابعة للجيش النظامي والمُتمركزة قرب مدينة مضايا قد انشقوا عن الجيش، وتبادلوا إطلاق النار مع الجنود النظاميين. وفي ظهر اليوم، وصلَ إلى الزبداني وفدٌ من بعثة المراقبين العرب إلى سوريا، فاستقبله الأهالي بمظاهرة قال المرصد أن عدد المٌشاركين بها قد بلغ حوالي 10,000 متظاهر، وبعدها غادرت البعثة المدينة في الثالثة عصراً. وبعد انسحاب البعثة عاد الجيش الذي يُحاصر المدينتين إلى قصفهما مُجدداً. وأما الجيش الحر فقد أصدر بياناً أمهل فيه النظام 24 ساعة للانسحاب من محيط المدينتين، وإلا فإن كتيبة حمزة بن عبد المطلب التابعة له ستقوم «بتدمير المرافق الحيوية بالمنطقة، وعلى رأسها الآبار الارتوازية المتوجهة إلى دمشق، والتي تعتبر المصدر الأساسي لمياه الشرب بعدة مناطق على رأسها مساكن الضباط بقرى الأسد والديماس والصبورة وجديدة عرطوز وغيرها، وكذلك خط التوتر العالي الدولي المار من المنطقة على الحدود اللبنانية، وأبراج الخليوي التابعة لشركة سيرياتل».
حسب المرصد السوري لحقوق الإنسان، فقد وصتل في يوم الإثنين 16 يناير تعزيزات من تنظيم حزب الله مدينة الزبداني قادمة عبرَ الحدود اللبنانية المجاورة، وبدأت فور وصولها بقصف المدينة مستخدمة صواريخ كاتيوشا، غير أن الحزب نفى هذا الاتهام ووصفه بـ«السخيف والمضحك». وقد استمرَّ حصار المدينتين خلال يوم الإثنين ومُنع دخول المواد الغذائية والطبية إليها، بالإضافة إلى أن أهاليها مُنعوا من مغادرتها. وأما مضايا فقد جرت مُحاولة لاقتحامها من جهة الجبل الشرقي، مما دفعَ الجوامع فيها إلى التكبير من على المنابر، ولكن تلا ذلك قصفها بالمدفعية المتمركزة في معسكر بردى. وبعد هذه الأحداث بقليلٍ وصلت تعزيزات إلى الزبداني تتألف من 13 دبابة و9 قطع مدفعية و3 حافلات محملة بالجنود. وبعد محاولة اقتحام مضايا، حاول الجيش النظامي اقتحام الزبداني بدورها عبر شارع بردى، غير أن الجيش الحر تصدَّى لها وتمكن من تفجير إحدى دباباتها حسب ما قاله. كما أدَّى القصف في ذلك اليوم إلى نزوح 200 عائلة من الجانب الغربي من الزبداني (الذي يتعرض للقصف) إلى الشرقي، ونزح بعضهم أيضاً إلى مدينة بلودان المجاورة. والمجمل، سقط قتيلان خلال القصف على المدينتين في يوم الإثنين. وفي المقابل تمكن الجيش الحر خلال ذلك اليوم من تدمير 4 دبابات تابعة للجيش النظامي وقتل عدد من أفراده.
وأخيراً في 17 يناير وبعد خمسة أيام من القصف المستمر توصَّل الجيش السوري الحر والجيش النظامي إلى اتفاق لوقف إطلاق النار، هو الأول من نوعه منذ تأسيس الجيش، وبموجب الاتفاق فقد انسحبَ الجيش النظامي من المدينتين وأخلى سبيلهما للجيش الحر بعد يومين من ذلك، في 19 يناير.

### عودة المعارك (3 - 10 شباط)
في يوم الخميس 2 شباط بدأت القوات العسكرية بالتجمُّع مجدَّداً على مشارف مدينة الزبداني استعداداً لمُعاودة اقتحامها. ثمَّ بدأ القصف العشوائي على الزبداني ومضايا مجدداً في 3 شباط بالدبابات والمدفعية ليوقع عشرات القتلى، وبدأ الجيش النظامي بمُحاولة اقتحامها من أربعة محاور، غير أن الجيش الحر صدَّه واندلعت مواجهات بينهما. في يوم الإثنين 6 شباط استمرَّ القصف الدفعي مع محاصرة المدينتين وقطع كافة الاتصالات والكهرباء عنهما، وأدى شح المياه والغذاء والمواد الطبية إلى تدهور الوضع الإنساني، فيما أدى القصف المدفعي عليهما إلى مقتل 3 أشخاص فضلاً عن اثنين آخرين قتلا في إطلاق نار على سيارة على طريق سرغايا، ثم بدأت قوات الجيش بمُحاولة اقتحام المدينتين باستخدام مئات المدرعات. وقد أدى قصف الإثنين بالمجمل إلى مقتل 9 مدنيِّين في المنطقة وإصابة 50 آخرين، كما أدى إلى احتراق الفرن الآلي في الحي الغربي من الزبداني وحي الجسر الذين تركز عليهنا القصف، وذلك فضلاً عن تهدم عدة منازل.
قتل 5 مدنيين خلال القصف في 7 شباط، فيما هدد الجيش الحر باستهداف أهداف إستراتيجية إن لم تنسحب قوات الجيش من المنطقة خلال 24 ساعة. في صباح يوم الخميس 9 شباط سقطت أكثر من 140 قذيفة - بينها قذائف انشطارية ومسمارية - على المدينتين في القصف المدفعي، واستهدف القصف خلال ذلك كنيسة في الزبداني ومسجدين في مضايا وبلودان، كما أدى إلى تهدم 7 مناز وتضرر 40 أخرى، غير أن القصف توقف لبضع ساعات خلال الصباح. فيما أعلنت كتيبة حمزة بن عبد المطلب من الجيش الحر أنها أجبرت الجيش النظامي على التراجع مسافة 7 كيلومترات من مدينة الزبداني، وذلك بعد أن كبَّدته - وفق قولها - خسائر كبيرة خلال الأسبوع الأخير، تتضمَّن 17 دبابة و15 آلية عسكرية و45 قتيلاً. وذلك على الرغم من أن 18 مدنياً قتلوا و100 جرحوا في القصف على الزبداني ومضايا.

### انسحاب الجيش الحر (11 شباط)
في 11 شباط أعلنَ الجيش السوري الحر انسحابه من مدينتي الزبداني ومضايا بعد عقد اتفاق جديد بينه وبين الجيش النظامي. وقال الجيش الحر أن قراره هذا جاء لحقن الدماء والسماح بدخول المساعدات الإنسانية إلى المدينتين المُحاصرتين، فيما يَقضي الاتفاق بينه وبين الجيش النظامي - غير المساح للمساعدات بالدخول - بإعادة مردعة وأسلحة كان قد نهبها من قوات الأمن والجيش مُقابل السماح لأفراده بالانسحاب من المنطقة دون ملاحقتهم، وبهذا دخلَ الجيش النظامي المدينتين وانتهت المعركة.